# Ataenius benarabyensis
Ataenius benarabyensis är en skalbaggsart som beskrevs av Zdzisława Stebnicka och Henry Fuller Howden 1997. Ataenius benarabyensis ingår i släktet Ataenius och familjen Aphodiidae. Inga underarter finns listade.